# Елино-българско училище
Елино-българското или Славяно-елинското училище е светско училище от епохата на Възраждането. В него преподаването се извършва комбинирано на гръцки и на български език.
Този вид учебни заведения са преходна форма от килийното към модерното новобългарско образование.
Опити за откриване на подобни училища са предприети още през 1810-1812 година в Сливен и Котел. В завършен вид обаче първото елино-българско училище е основано през 1815 година от Емануил Васкидович в Свищов. По-късно подобни училища се създават в Котел (1819), Сливен (1825), Карлово (1826), Смирна (1828) и в други градове.